# Обавський Камінь
Оба́вський Ка́мінь — вершина в Українських Карпатах, у межах Мукачівського району Закарпатської області. Розташована на стику двох хребтів — Плішки і Товстий, що у масиві Синяк (частина Вулканічного хребта). Висота гори 979 м.

## Опис
Обавський Камінь височіє в західній частині улоговини, в якій розташований санаторій «Синяк». Назву гора одержала від села Обави, розташованого на південь від неї. Вкрита майже суцільними лісами (дуб, граб, бук). Привершинні схили круті, на вершині — оголена скеля заввишки понад 80 м, з якої відкривається чудова панорама Карпат. На півдні видно Мукачівський замок і значну частину Закарпатської низовини. На схилах гір, що оточують Обавський Камінь, розкидані стрімчаки, які надають усій місцевості дуже мальовничого вигляду.
Найближчі населені пункти: село Синяк, село Чабин, село Дубино.

## Фотографії

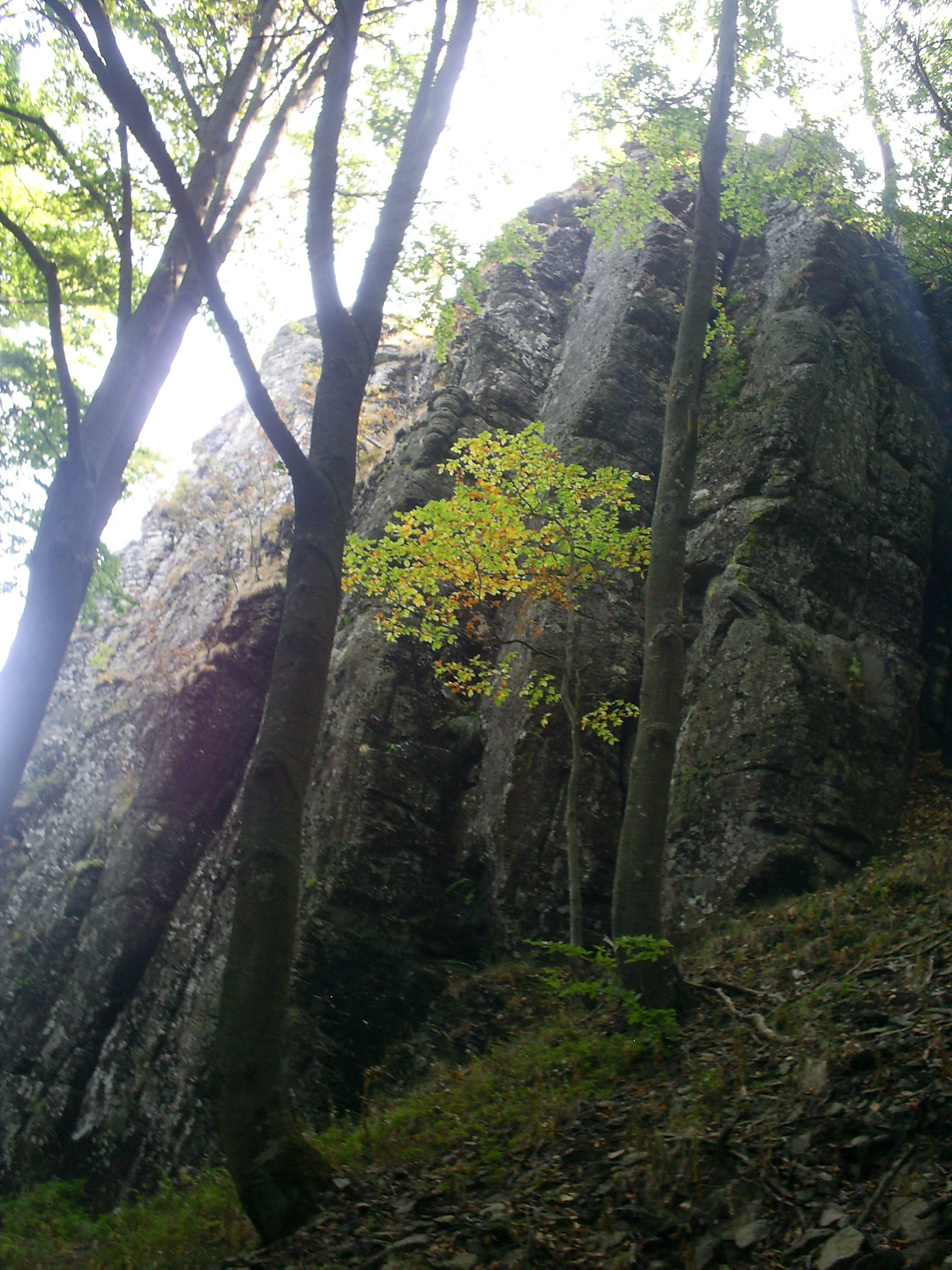
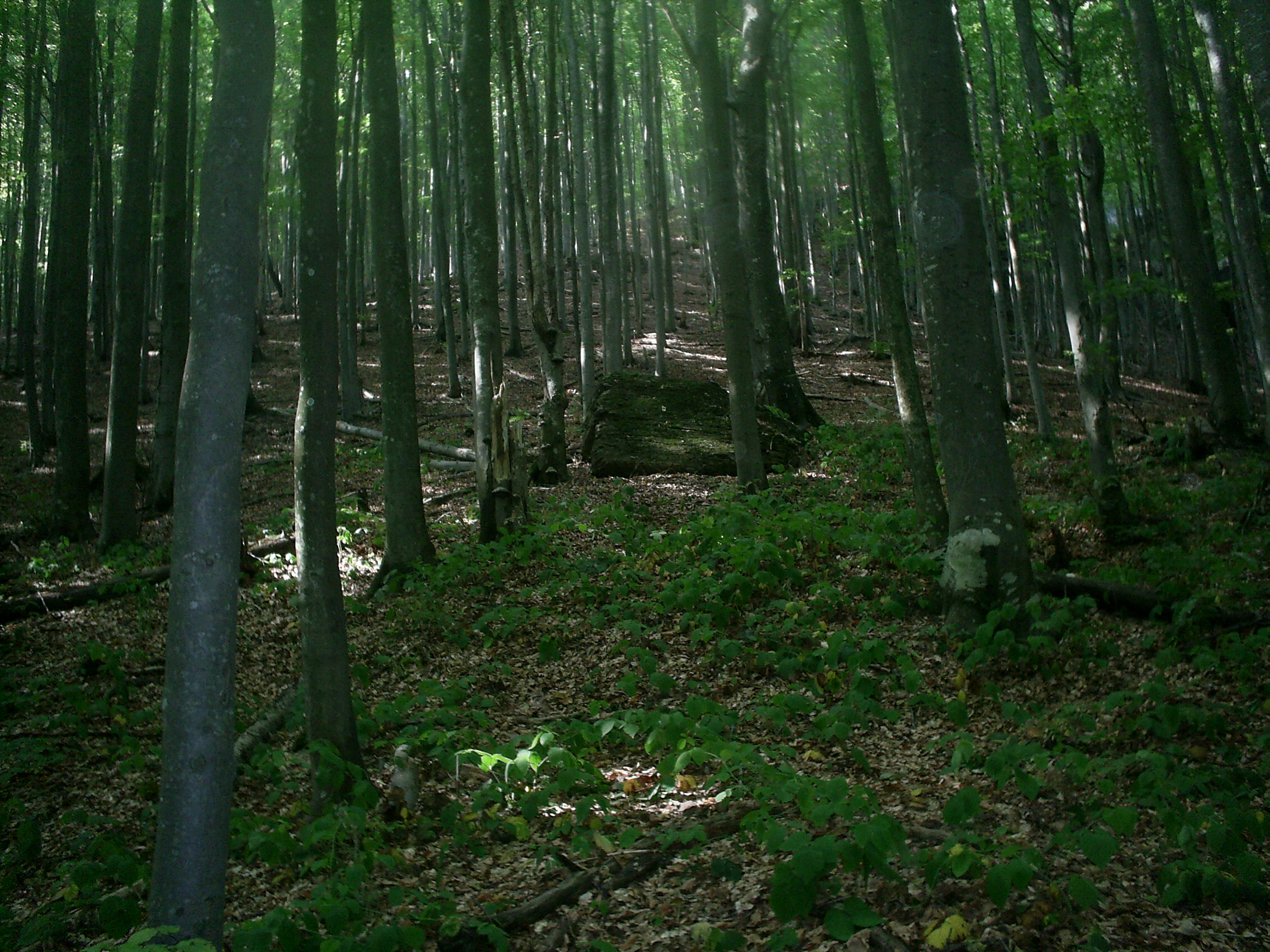